# Kajetan Dubiel
Kajetan Emil Dubiel (ur. 1958) – polski działacz społeczny, funkcjonariusz Służby Więziennej, pułkownik SW, dyrektor generalny tej formacji od 18 listopada 2009 do 28 września 2010.
W 1982 ukończył studia socjologiczne na Uniwersytecie Warszawskim. Pracował następnie jako wychowawca w sanatorium w Zagórzu na oddziale dla nieletniej młodzieży uzależnionej od narkotyków. W 1987 założył Młodzieżowy Ośrodek Rehabilitacyjny w Kazuniu-Bielanach.
W latach 1999–2002 był koordynatorem Polish Prisons Procject w ramach International Harm Reduction Development Programme, zaś w latach 2003–2005 – programu szkoleniowego z przeciwdziałania narkomanii dla więziennictw Litwy, Łotwy, Estonii i obwodu królewieckiego. Współpracował jako ekspert z Sejmową Podkomisją do Opracowania Projektu Ustawy o Przeciwdziałaniu Narkomanii w latach 1995–1996, a także jako członek komisją Krzysztofa Krajewskiego ds. nowelizacji tejże ustawy w latach 2008–2009. Członek Rady Głównej ds. Pomocy Postpenitencjarnej i Społecznej Readaptacji Skazanych przy Ministrze Sprawiedliwości od 2000. 
Od 1990 roku pracuje w Służbie Więziennej, początkowo koordynował pracę oddziałów terapeutycznych. Od 2000 do 2009 roku sprawował funkcję  dyrektora Biura Penitencjarnego w Centralnym Zarządzie Służby Więziennej. 28 listopada 2009 powołany na stanowisko dyrektora generalnego Służby Więziennej w miejsce Pawła Nasiłowskiego. Stał się obiektem krytyki m.in. Helsińskiej Fundacji Praw Człowieka po udzieleniu wywiadu, w którym opowiedział się za zmianami w więziennictwie dotyczącymi używania siły. Podał się do dymisji z dniem 28 września 2010 z powodu kontrowersji wokół podróży służbowej do Mongolii. Zastąpił go Jacek Włodarski.
Był żonaty, pozostaje z żoną w stanie separacji.
W 2002 odznaczony Złotym Krzyżem Zasługi.